# Buchenhöhle
Die Buchenhöhle, auch Buchenloch genannt, bei Deutschfeistritz befindet sich in 464 m ü. A. im Kugelstein nördlich des Hauptortes von Deutschfeistritz, südlich von Badl und nordwestlich von Peggau, Steiermark in Österreich.

## Lage
Die Buchenhöhle befindet sich im südwestlichen Hang des Kugelsteins, rund 20 Meter nordöstlich oberhalb der Fünffenstergrotte und östlich des Römerloches in einem Waldhang. Der Hauptzugang zur Höhle liegt etwas westlich oberhalb eines weiteren Einganges.

## Beschreibung
Die rund 3 Meter lange Buchenhöhle hat zwei Eingänge bzw. Tagöffnungen. Im Bereich des Haupteinganges findet man eine große Auskolkung. Vom nordöstlichen Teil der Auskolkung zweigt ein 0,3 Meter hoher und 0,4 Meter breiter, dreieckiger Durchlass ab. Von diesem Durchlass führt ein 1,7 Meter hoher und 1 Meter breiter, an eine Kluft gebundener Gang etwa 2 Meter in den Berg hinein. Von diesem Gang gehen keine weiteren Verzweigungen ab.
Der Höhlenboden ist mit Frostschutt und Lehm bedeckt.